# Osiek (Sainte-Croix)
Pour les articles homonymes, voir Osiek.
Osiek est une ville de Pologne, située dans le sud-est du pays, dans la voïvodie de Sainte-Croix. Elle est le siège de la gmina de Osiek et du powiat de Staszów.